# Euxoa pugionis
Euxoa pugionis là một loài bướm đêm trong họ Noctuidae.